# Saint-Georges-sur-Fontaine
Saint-Georges-sur-Fontaine é uma comuna francesa na região administrativa da Normandia, no departamento de Sena Marítimo. Estende-se por uma área de 9,12 km². Em 2010 a comuna tinha 924 habitantes (densidade: 101,3 hab./km²).